# Lista de prefeitos de Vargem Bonita (Santa Catarina)
Esta é a lista de prefeitos do município de Vargem Bonita (Santa Catarina), estado brasileiro de Santa Catarina.
| N° | Prefeito                          | Partido                                          | Início de mandato     | Fim de mandato         | Observações                              |
| -- | --------------------------------- | ------------------------------------------------ | --------------------- | ---------------------- | ---------------------------------------- |
| 1  | Balduíno Ravavelli                | Partido do Movimento Democrático Brasileiro PMDB | 1° de janeiro de 1993 | 31 de dezembro de 1996 | Prefeito eleito em sufrágio universal.   |
| 2  | Pedro Jenú Anzolin                | Partido Progressista Brasileiro PPB              | 1° de janeiro de 1997 | 31 de dezembro de 2000 | Prefeito eleito em sufrágio universal.   |
| 3  | Balduíno Ravavelli                | Partido do Movimento Democrático Brasileiro PMDB | 1° de janeiro de 2001 | 31 de dezembro de 2004 | Prefeito reeleito em sufrágio universal. |
| 4  | Jairo Casara                      | Partido da Social Democracia Brasileira PSDB     | 1° de janeiro de 2005 | 31 de dezembro de 2008 | Prefeito eleito em sufrágio universal.   |
| 4  | Jairo Casara                      | Partido da Social Democracia Brasileira PSDB     | 1° de janeiro de 2009 | 31 de dezembro de 2012 | Prefeito reeleito em sufrágio universal. |
| 5  | Melania Aparecida Roman Meneghini | Partido do Movimento Democrático Brasileiro PMDB | 1° de janeiro de 2013 | 31 de dezembro de 2016 | Prefeita eleita em sufrágio universal.   |
| 5  | Melania Aparecida Roman Meneghini | Partido do Movimento Democrático Brasileiro PMDB | 1° de janeiro de 2017 | 31 de dezembro de 2020 | Prefeita reeleita em sufrágio universal. |
| 6  | Rosamarcia Hetkowski Roman        | Partido do Movimento Democrático Brasileiro PMDB | 1° de janeiro de 2021 | 31 de dezembro de 2024 | Prefeita eleita em sufrágio universal.   |
| 7  | Nadir Pontin                      | Partido da Social Democracia Brasileira PSDB     | 1° de janeiro de 2025 | Atualidade             | Prefeito eleito em sufrágio universal.   |